# ضفادع قوية
الضفادع القوية (الاسم العلمي: Nyctibatrachidae)، فصيلة ضفادع صغيرة توجد في غاتس الغربية في الهند، وسريلانكا.
والاعتراف بها على أنها فصيلة حديث إلى حدًا ما. حيث كانت توضع في السابق ضمن فصيلة الضفادع الحقيقية.